# Pholidoscelis auberi
Pholidoscelis auberi är en ödleart som beskrevs av  Jean Theodore Cocteau 1838. Pholidoscelis auberi ingår i släktet Pholidoscelis och familjen tejuödlor.
Arten förekommer i Kuba, inklusive tillhörande mindre öar, samt på de flesta öar som tillhör Bahamas. Habitatet utgörs av sanddyner och andra torra områden nära kusten. Ibland besöks buskskogar, skogar, trädodlingar, trädgårdar, stadsparker och mangrove.
Individerna gömmer sig i lövskiktet eller bakom klippor. Pholidoscelis auberi äter olika ryggradslösa djur och honor lägger ägg.
Flera exemplar faller offer för introducerade tamkatter och råttor. Pholidoscelis auberi är inte sällsynt. IUCN listar arten som livskraftig (LC).

## Underarter
Arten delas in i följande underarter:
- P. a. auberi
- P. a. abducta
- P. a. atrothorax
- P. a. behringensis
- P. a. bilateralis
- P. a. cacuminis
- P. a. citra
- P. a. denticola
- P. a. extorris
- P. a. extraria
- P. a. galbiceps
- P. a. garridoi
- P. a. gemmea
- P. a. granti
- P. a. hardyi
- P. a. kingi
- P. a. llanensis
- P. a. marcida
- P. a. multilineata
- P. a. nigriventris
- P. a. obsoleta
- P. a. orlandoi
- P. a. parvinsulae
- P. a. paulsoni
- P. a. peradusta
- P. a. procer
- P. a. pullata
- P. a. richmnondi
- P. a. sabulicolor
- P. a. sanfelipensis
- P. a. schwartzi
- P. a. secta
- P. a. sideroxylon
- P. a. sublesta
- P. a. thoracica
- P. a. ustulata
- P. a. vulturnus
- P. a. zugi

## Bildgalleri

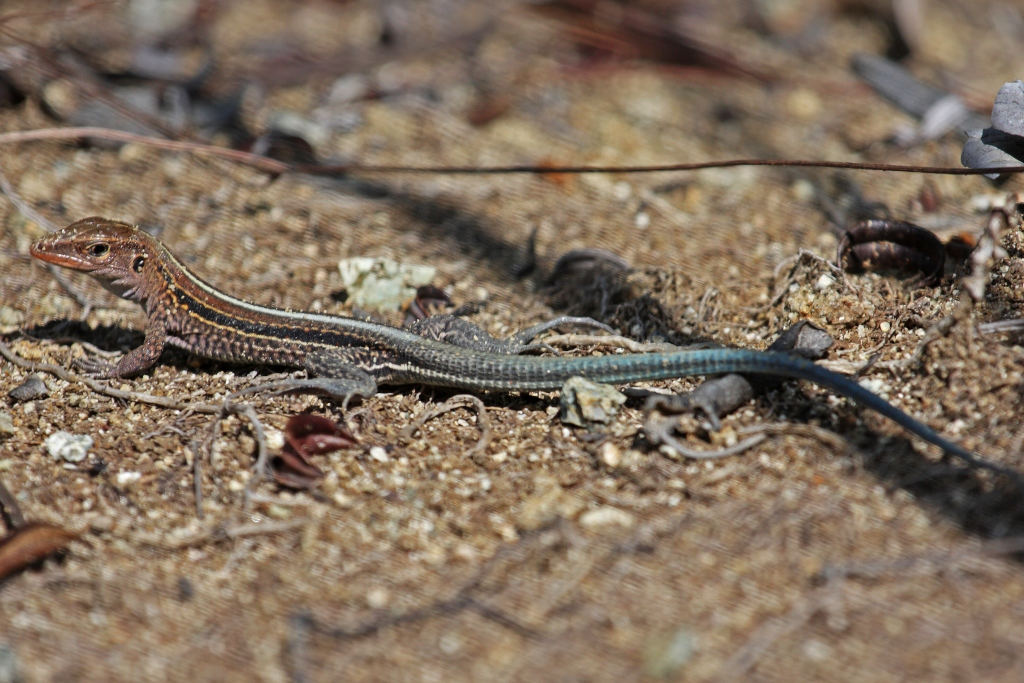
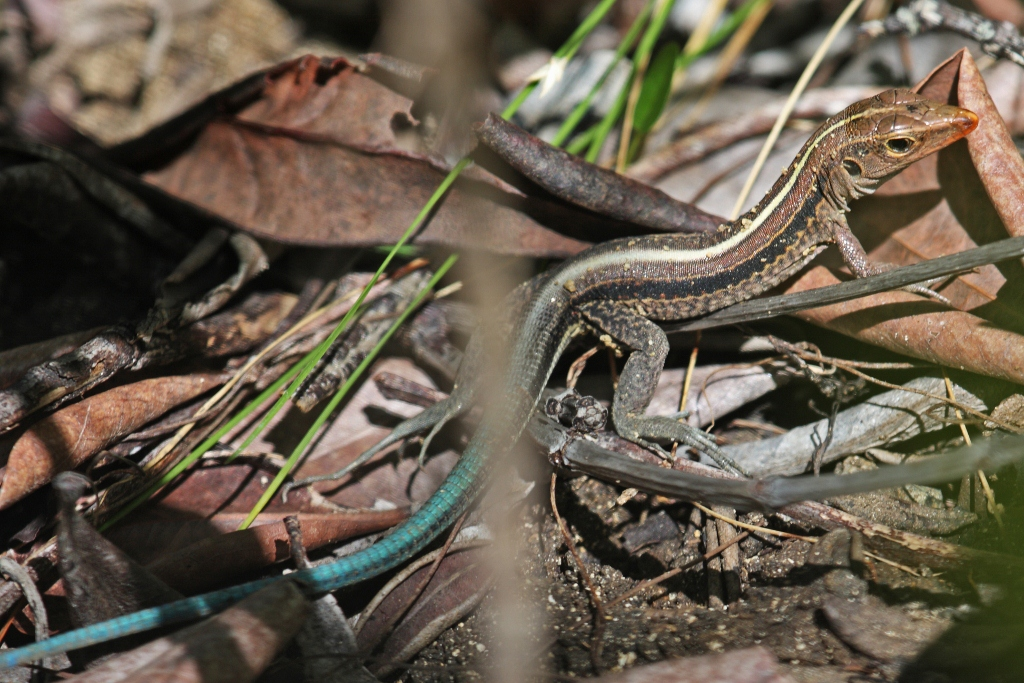
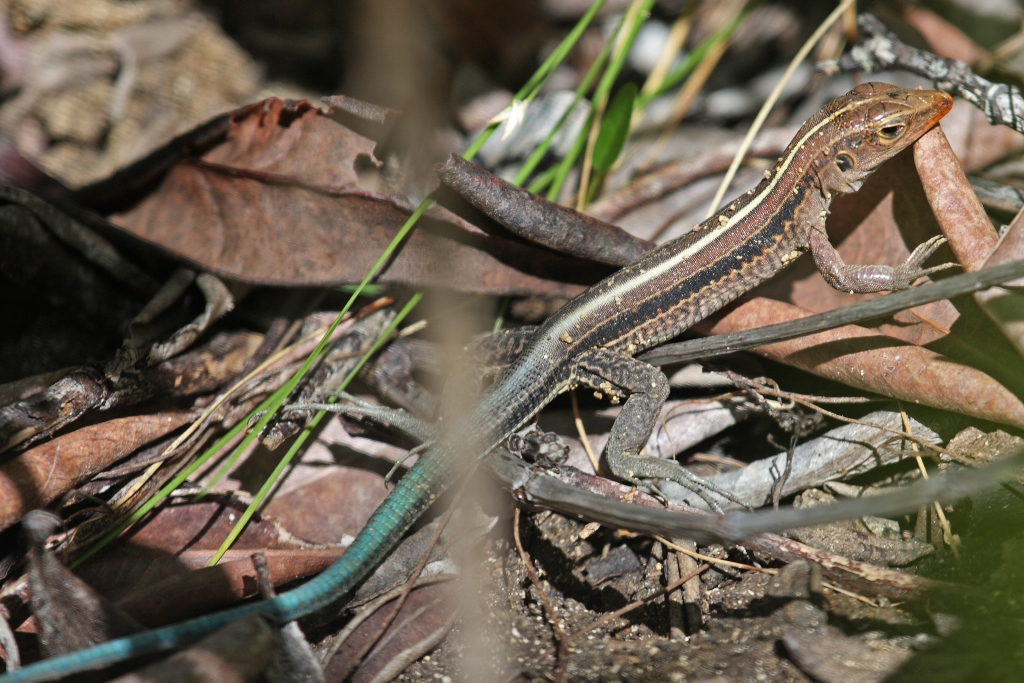